# Liste des curés de la paroisse de Bourg-la-Reine
 (août 2020).
Cette liste recense les curés de la paroisse de Bourg-la-Reine, commune française de la région Île-de-France, qui est en 2020 l'une des 81 paroisses des Hauts-de-Seine.
Cette paroisse existe depuis 1349. Le premier lieu de culte a été remplacé par l'actuelle église Saint-Gilles en 1831.

## Curés de 1349 à 1831

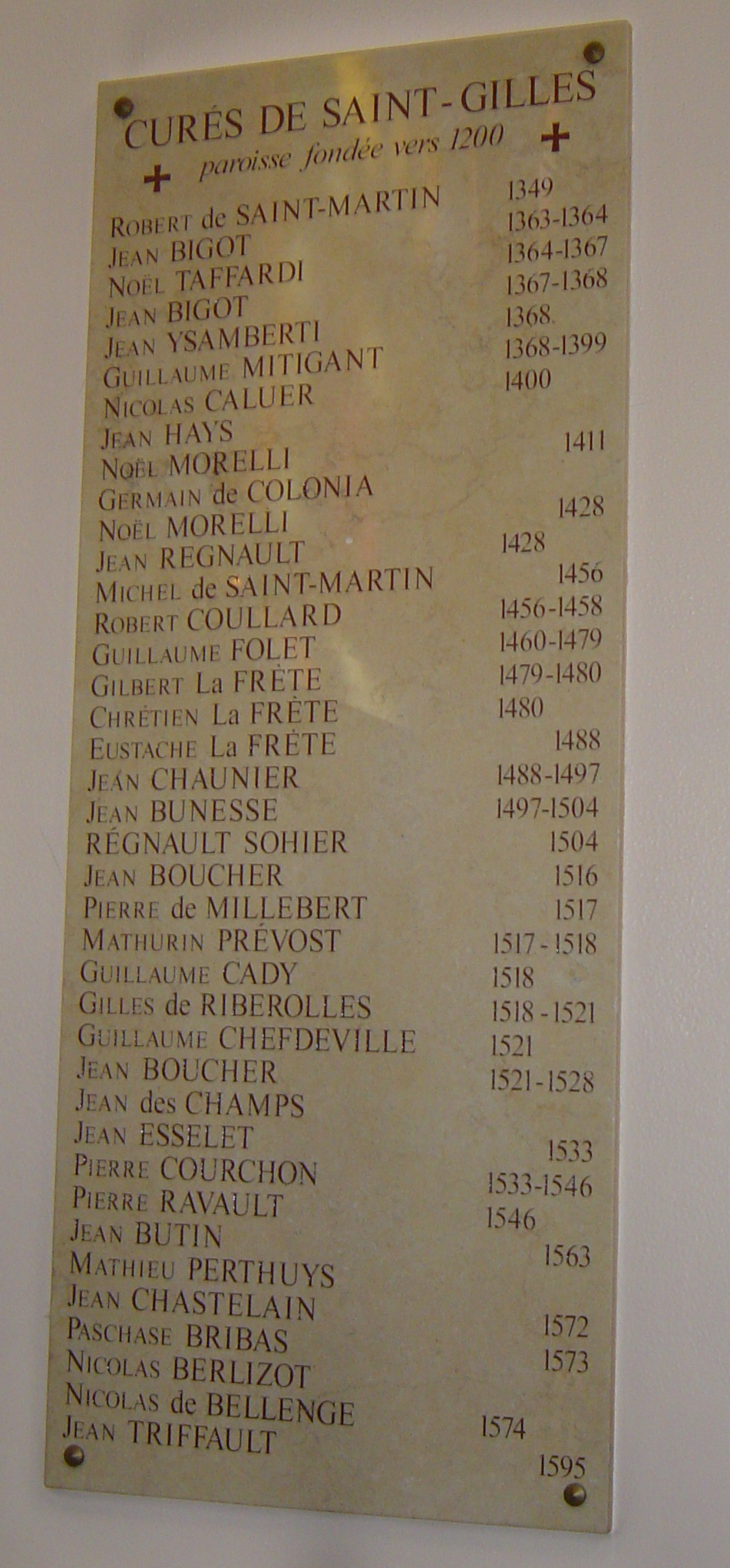
Plaque dans l'église (partie 1).

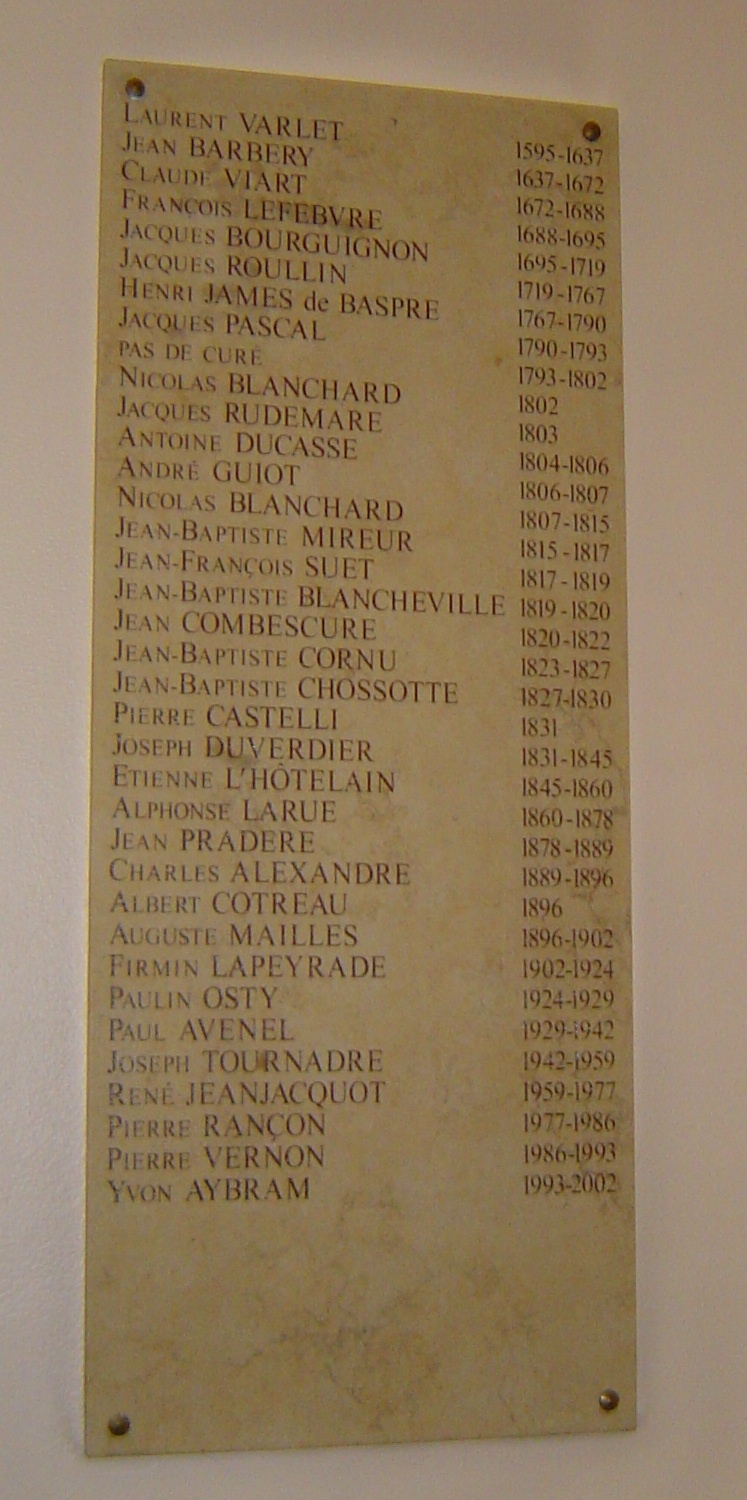
Plaque dans l'église (partie 2), en 2009.

La liste des curés de la première église est connue via les archives nationales.

### XIVesiècle
- 1349-1363 : Robert de Saint-Martin, nommé après le 24 juin.
- 1363-1364 : Jean Bigot, nommé le 19 juillet, résigne par permutation, avant la Saint-Vincent de 1364 avec :
- 1364-1365 : Noël Taffardi.
- 1365-1367 : Jean Bigot, redevient curé et permute à nouveau le 18 février 1367.
- 1367-1368 : Jean Ysamberti, qui résigne par permutation le 9 octobre 1368 avec :
- 1368-1399 : Guillaume Mitigant, qui dut rester en fonctions jusqu'en 1399, date à laquelle une épidémie ravagea toute la région. Le chapitre de Notre-Dame de Paris dut se réunir le 6 octobre 1399 qui désigna ;
- 1399-1399 : Jean Hays, officier des Anniversaires de l'Église de Paris, mais sans que l'on en connaisse les raisons ne prit pas possession de la cure. Chanoine désigné par le chapitre de Notre-Dame de Paris pour collecter les fruits de la prébende de Jean de Kerolay, chanoine défunt le 28 avril 1398[2].

### XVesiècle
- 1399-1400 : Nicolas Caluer, qui le 6 octobre 1400 résigne par permutation avec à nouveau :
- 1400-? : Jean Hays.
- ?-1411 : Noël Morelli, ou Mori, qui résigne par permutation le 12 août 1411 avec :
- 1411-? : Germain de Colonia, du diocèse de Cologne.
- ?-1428 : Noël Morelli, revient et meurt curé de la paroisse le 7 janvier 1428.
- 1428-? : Jean Regnault, prêtre du diocèse de Mâcon est nommé curé le 23 mars 1428.
- ?-1456 : Michel de Saint-Martin, chapelain de l'Église de Paris, lui succède et meurt curé avant le 17 novembre 1456.
- 1456-1460 : Robert Coullard ou Coillard, nommé le 17 novembre 1456. Les Visites archidiaconales de Josas[3] mentionnent qu'il dessert la paroisse de Villeneuve-le-Roi du 11 juillet 1458 au 16 janvier 1466, et que 16 décembre 1467, il dessert Villejuif, puis qu'il est curé de Morangis le 8 août 1468, puis de nouveau à Villejuif le 29 janvier 1470 et pendant tout ce laps de temps la paroisse fut desservie par Gui Harrault.
- 1460-1479 : Guillaume Folet, ou Follet, chapelain de l'église Saint-Martial de Paris, il fut nommé le 11 février 1460 et reçut collation officielle le 1er octobre 1461. Le 23 décembre 1459, il desservait Bagneux, dont le curé Jean Mouchard, ne pouvant exercer lui-même ses fonctions curiales, étant visiteur pour l'archidiacre de Josas : Jean de Courcelles. Guillaume Folet est mentionné dans toutes les visites canoniques faites dans la paroisse en 1461,1462, 1463, 1464, 1466, 1467 et 1470. En qualité de témoin aux visites canoniales de Clamart le 18 décembre 1463, Verrières le 4 novembre 1464, Antony 4 novembre 1464 et le 10 juillet 1466, ainsi qu'à la chapelle Sainte-Marie de Bruyères-le-Châtel le 18 juillet 1467. Il meurt curé de Bourg-la-Reine avant le 26 novembre 1479.
- 1479-1480 : Gilbert La Frète, clerc, maître ès arts, nommé le 26 novembre 1479 et résigne en faveur de son neveu le 1er décembre 1480.
- 1480-? : Chrétien La Frète, neveu du précédent, également maître ès arts.
- ?-1488 : Eustache La Frète, qui résigne par permutation le 26 juin 1488.
- 1488-1488 : Jean Chaunier, ou Chaunet, celui-ci résigne par permutation le 21 avril 1497, avec :

### XVIesiècle
- 1497-1504 : Jean Bunesse, mort avant le 8 mars 1504.
- 1504-? : Regnault Sohier, nommé le 8 mars 1504.
- ?-1516 : Jean Boucher, mort le 15 juillet 1516.
- 1516-1517 : Pierre de Millebert, licencié, résigne par permutation le 4 janvier 1517 avec :
- 1517-1518 : Mathurin Prévost, chanoine de Notre-Dame de Paris, résigne par permutation le 14 avril 1518 avec :
- 1518-1518 : Guillaume Cady, chanoine prébendé de la collégiale Saint-Liphard de Meung-sur-Loire au diocèse d'Orléans qui résigne par permutation le 5 août 1518 avec :
- 1518-1521 : Gilles de Riberolles, ou Riverolles, mort avant le 18 octobre 1521.
- 1521-1521 : Guillaume Chefdeville, chanoine de la chapelle Saint-Aignan de la cathédrale Notre-Dame de Paris, maître ès arts, résigne le 29 novembre 1521, par permutation avec :
- 1521-1528 : Jean Boucher, clerc d'Amiens, mort avant le 7 juillet 1528.
- 1528-? : Jean des Champs, prêtre du diocèse de Sens, maître ès arts, bachelier en théologie.
- ?-1533 : Jean Esselet, chanoine prébendé de la cathédrale Notre-Dame de Paris, résigne par permutation le 24 décembre 1533 (?) avec :
- 1533-1546 : Pierre Courchon, vicaire, puis curé de Saint-Nicolas-des-Champs, qui résigne le 1er octobre 1546 par permutation avec :
- 1546-? : Pierre Ravault.
- ?-1563 : Jean Butin, mort avant le 24 avril 1563.
- 1563- ? : Mathieu Perthuys, clerc de Tours, bachelier en décret (droit).
- ?-1572 : Joseph Chastelain, chanoine de Saint-Germain-l'Auxerrois[4], mort après 1570 et avant le 8 septembre 1572.
- 1572-1573 : Paschase Brisbas ou Brizebarre, prêtre du diocèse de Laon, résigne le 7 août 1573.
- 1573-1574 : Nicolas Berlizot, prêtre de Laon.
- 1574- ? : Nicolas de Bellenge, prêtre de Troyes, est présenté comme curé le 27 janvier 1574.
- ?-1595 : Jean Triffault, qui résigne le 19 juin 1595.

### XVIIesiècle
- 1595-1637 : Laurent Varlet, prêtre du diocèse de Rouen, mort âgé de 80 ans en 1641 et inhumé dans l'église de Bourg-la-Reine, en bas du sanctuaire.
- 1637-1672 : Jean Barbery, neveu de Varlet son prédécesseur, il fut inhumé sous la tombe de son oncle le 17 mai 1672, en présence du doyen de Châteaufort et de Pierre de Breuil, curé de Fresnes[5].
- 1672-1672 : Antoine Barbery, du 17 mai au 27 juin 1672, intérim.
- 1672-1673 : L'Ange, prêtre de la doctrine chrétienne, du 27 juin 1672 au 5 mars 1673. Intérim le 5 août 1672, un vicaire : Charles Du Prellier.
- 1672-1688 : Claude Viart, élève du collège de Clermont, licencié puis docteur en décrets, nommé le 18 mai 1272, signe pour la première fois avec le titre de curé le 26 mars 1673 et la dernière fois le 20 septembre 1688, il meurt le 22 septembre de la même année. Il eut pour vicaires : Jacques Boë (5 juin 1675), Nicolas Thirel (14 novembre 1675). Entre le 11 juin 1675 et le 13 juin 1676, il figure sur les registres la signature de Louis Charpentier, habitant cette paroisse, clerc tonsuré du diocèse d'Autun, probablement rattaché au diocèse d'Auxerre le 11 février 1676, Bernard de Saint-Marthory du 13 avril 1676 au 6 janvier 1679, Robert Connain du 23 juin 1679 au 1er août 1684, André Guinoird, du 6 août 1684 au 25 février 1685, Yves Chesnais, du 16 mars 1685 au 25 juillet 1685, Pierre d'Anjou, 8 septembre 1685, René Le Duc, 14 octobre 1685, Charles Bonieux, 1er février 1686, René de Saint-Laurent, 20 mai 1686 au 30 novembre 1686, Pierre d'Anjou, 2e fois 8 décembre 1686 au 17 janvier 1687, Mathurin Commandeur, 30 mars 1687, Jean-Baptiste Moriceau 27 août 1687.
- 1688-1695 : François Lefebvre, prêtre de Rouen, signe comme curé le 30 octobre 1688. Il eut pour vicaires : Guillaume Scelle, 28 avril 1689, Jean Anondel, 10 décembre 1689, puis le 21 mars 1695 date à laquelle il résigne par permutation avec :

### XVIIIesiècle
- 1695-1719 : Jacques Hilaire Bourguignon, chanoine prébendé de la Collégiale Saint-Benoît de Paris. Il appose sa signature sur les registres paroissiaux en qualité de curé le 11 juin 1695 et la dernière fois le 23 mars 1719, il meurt le 18 avril suivant âgé de 50 ans, et fut inhumé au milieu du chœur de la première église Saint-Gilles. il eut pour vicaires : R. Bizet, 5 septembre 1695, Dumesnil, 3 février 1696, C. Rannou 2 mars 1697, C. Delahaye, 7 décembre 1699, de la Cauchie, 6 février 1700, Ducadoret, 15 janvier 1702, de la Nache, 20 février 1703, Lenormant, 1er septembre 1703 au 7 juin 1715, Claude Berthelot', 17 août 1716 au 20 juin 1719, ce dernier fut nommé en 1719 chanoine de l'église de Châlons, et resta quelques mois vicaire de :
- 1719-1767 : Jacques Roullin-Desrentes, docteur en théologie de la Faculté de Paris, signe son premier acte paroissial le 30 avril 1719 et son dernier le 28 octobre 1767. Il continue d'habiter le presbytère il signe encore plusieurs fois comme ancien curé entre le 5 février 1768 et le 13 février 1770. Il meurt au presbytère le 4 janvier 1771, âgé de 84 ans, le 7 janvier, il est inhumé au cimetière de Bourg-la-Reine, au pied de la croix, lieu qu'il avait demandé. Il eut pour vicaire : Picard, 19 novembre 1719, A. Chauveau, 24 mars 1721, P. Jardin, 1er décembre 1724, Louis Colas, 17 octobre 1725, P. de La Colombière, 17 janvier 1739, Mazurier, 9 décembre 1739, Le Sellier, 23 mai 1741, Mazurier pour la seconde fois du 21 septembre 1741 au 13 janvier 1753, puis il devient curé de Créteil, Henri James de Baspré, 2 octobre 1754, prêtre du diocèse de Coutances, signe le plus souvent « Henri James ». Avant le 30 décembre 1759, il devient curé de la paroisse.
- 1767-1790 : Henri James de Baspré, il prend possession le 4 novembre 1767 et meurt au presbytère le 19 février 1790, âgé de 62 ans, il fut inhumé au cimetière. Il eut pour vicaire V. James, qui signe pour la première fois l'acte de sépulture de Jacques Roullin-Desrentes, avec le titre de vicaire de l'Haÿ, le 7 janvier 1771, puis vicaire de Bourg-la-Reine du 20 mars 1771 au 21 septembre 1771, Jean Nativelle, prêtre du diocèse de Bayeux, dont la première signature est du 21 septembre 1778 et la dernière du 17 juillet 1781. Il mourut le 17 septembre 1783, âgé de 32 ans, et fut inhumé le surlendemain dans le cimetière en présence de Charles Allix, vicaire de Châtillon, J.-B. Colson, vicaire de Bagneux, Jean-François Dominique de Lépine, vicaire de l'Sceaux, Victor-Augustin Massé, vicaire de la paroisse Saint-Pierre-Saint-Paul de Fontenay-aux-Roses, Jean-Baptiste Nativelle, vicaire de Longjumeau. En même temps que son frère René Nativelle, vicaire d'Argenteuil, Jean-Baptiste Nativelle, furent exécutés à la Prison des Carmes le 2 septembre 1792, Guillaume Jean-Baptiste Templer, vicaire d'Antony, François Martin, vicaire de Clamart. Autres vicaires : Guyard le 2 novembre 1783, Jean-Germain Surbled (né le 28 mai 1746), 14 décembre 1787. Ce dernier fut également vicaire du curé suivant. Sa dernière signature est du 1er décembre 1790. Après cette date, il n'est plus fait mention de lui sur aucun acte concernant Bourg-la-Reine. On le retrouve vicaire constitutionnel à l'église Saint-Nicolas-du-Chardonnet, le 31 août 1791. Un rapport de police dit qu'il prête serment en 1791. Il est nommé curé de Guernes dans les Yvelines, où il est en 1810, puis devient curé de Courdimanche (canton de Pontoise) où il meurt le 25 janvier 1811.
- 1790-1793 : Jacques Pascal, ou Paschal, prêtre du diocèse de Coutances, signe pour la première fois curé de Bourg-la-Reine le 20 mars 1790. L'année suivante, au mois de janvier, il prête serment à la Constitution civile du clergé et demeure dans sa paroisse au moins jusqu'au 7 avril 1793, date à laquelle il célébra les funérailles religieuses de son homologue M. de Fraisy, curé de la paroisse Saint-Jean-Baptiste de Sceaux. Le 11 septembre 1792, il signe les registres paroissiaux « curé de Bourg-de-L'Égalité, ci-devant Bourg-la-Reine », mais le même jour par habitude il signe encore curé de Bourg-la-Reine, et ainsi plusieurs fois. Enfin, le 25 septembre, il remet Bourg-l'Égalité ainsi que la date « l'an 1792, an I de la République française, le mardi 25 septembre », au bas de l'acte de mariage des époux Dufresne-Joly. Il cessa de remplir ses fonctions sacerdotales, et se maria en janvier 1798. Mais en septembre 1802, il demanda l'absolution au cardinal Caprara et l'obtint[6]. Après on perd sa trace. Il eut Jean-Germain Surbled comme vicaire, puis Bernard Coste (1730-1814), ou Costes, un ancien religieux cordelier ayant également prêté serment et qui après avoir été vicaire de Bourg-la-Reine, desservit un oratoire 48, rue de la Roquette à Paris. Il fut nommé en 1802 curé de Villetaneuse, où il mourut le 4 juillet 1814, âgé de 84 ans.

### XIXesiècle
- 1793-1802 : sur ordre de la Convention, toutes les églises durent être fermées le 24 novembre 1793. Cependant le 7 messidor an V (25 juin 1797), le citoyen Mouturier, un ex agent municipal du Bourg-l'Égalité depuis le 19 nivôse an IV (9 janvier 1796), écrit dans son rapport officiel : « Il n'y a que le culte catholique d'établi dans cette commune. Les habitants y sont entièrement attachés ; la plus grande tranquillité règne dans l'exercice ; aucun trouble ne s'y fait entrevoir ; aucun signe extérieur ne paraît, ni aucune sonnerie de cloche ne se fait entendre et les ministres sont entièrement soumis aux lois de la République ». Il y aurait donc eu entre 1796 et 1797 des ministres du culte dont aucun document ne conserve la trace. l'état de la population du début de l'an VII (fin 1798) n'en mentionne aucun, celui de l'an VIII (20 juin 1800) indique :
- 1800 : Jean-Charles Robert Dauphin, ministre du culte, âgé de 43 ans, logeant dans la maison vicariale depuis mai 1799. Son nom ne figure sur aucun document du diocèse de Paris, en dehors de cet état de la population. Pourtant l'abbé Lieutier écrit : « nous savons qu'un prêtre nommé Marie-Nicolas-Silvestre Guillon (1759-1847), et se faisant appeler  Pastel du nom de sa mère, exerça pendant presque toute la Révolution (sinon tout) la profession de médecin entre Sceaux et Bourg-la-Reine. On raconte qu'un jour, se présentant à la porte de Paris, venant de la route d'Orléans, le factionnaire de garde, avant de le laisser passer lui demanda ses papiers. Il sortit une carte au nom de Pastel que le factionnaire vérifia d'un air soupçonneux et en lui rendant ses papiers lui dit : “tu mens, tu es un calotin réfractaire et tu te nommes Guillon”, mais avant que son interlocuteur ne fût revenu de son émotion, le soldat lui dit à l'oreille : “Médecin des corps, soignez surtout les âmes”. L'abbé Guillon reconnut alors le soldat qui était Jean-François-Étienne Borderies, du collège Sainte-Barbe, plus tard vicaire de l'église Saint-Thomas-d'Aquin, vicaire général de Paris et évêque de Versailles ». L'abbé Guillon mourut à Montfermeil le 16 octobre 1847, âgé de 87 ans, avec le titre d'aumônier de la chapelle royale de Dreux et évêque in-partibus du Maroc[7]. Il fut inhumé au cimetière de cette localité.
- 1802 : Nicolas Blanchard est nommé le 27 août 1802 par Monseigneur Jean-Baptiste de Belloy  (1709-1808), archevêque de Paris.
- 1803 : Jacques-Henri Rudemare, nommé le 7 février 1803 et signa pour le dernière fois le 3 juillet suivant. Il signe pourtant les registres dès le départ de Blanchard le 28 novembre 1802 comme desservant de Houilles; les 2 janvier et 4 février 1803 en qualité de desservant de Vaucresson et de Bourg-l'Égalité par intérim. Il est né le 6 avril 1758 à Paris, dans une riche famille bourgeoise, élève au collège d'Harcourt, puis au séminaire Saint-Sulpice, et des Eudistes, licencié en théologie de la Faculté de Paris, il entra au presbytère de Saint-Germain-l'Auxerrois en 1782 ou 1783. Il fut nommé administrateur des sacrements dans cette même paroisse, et fut appelé à l'assemblée électorale primaire de Paris extra muros en 1789, et fit partie du comité de son district avec le titre de prieur de Gentilly. En janvier 1791, il refuse de prêter le serment constitutionnel, émigre en Flandre en février de la même année et revient en avril. Il assure secrètement son ministère dans une maison particulière à la paroisse Saint-Sulpice du 3 avril 1791 au 26 juin 1792, dont les registres sont tenus dans la clandestinité par le curé de la paroisse non assermenté, le père Antoine Xavier Mayneaud de Pancemont (1756-1807), futur évêque de Vannes. Le 20 mai 1791, témoin des profanations des lieux de culte, il repart en Flandre, mais on le retrouve à Paris le 29 octobre où il restera caché pendant une partie de la Terreur avant de s'exiler en Angleterre, puis de revenir à la fin de l'année 1800. Il dessert alors Houilles, puis Vaucresson et Bourg-la-Reine, qu'il quitta lorsqu'il fut nommé au tribunal de l'officialité diocésaine de Paris. Promoteur diocésain, chanoine de Notre-Dame de Paris en 1805 et promoteur général de l'archevêché en 1806. C'est à ce titre qu'il conclut le 6 octobre 1808 à la nullité du mariage de Jérôme Bonaparte avec Elisabeth Paterson, puis le 9 janvier 1810 à la dissolution du mariage de Napoléon Ier et de Joséphine de Beauharnais. Il fut alors terriblement attaqué par ses confrères pour ces décisions et avant la fin de l'année, il donne sa démission et se retire dans une retraite complète. En 1817, il est nommé curé de l'église Notre-Dame-des-Blancs-Manteaux. En 1826, il éprouve encore le besoin de se défendre contre les attaques dont il est encore l'objet dans son implication du divorce de l'empereur et il fait imprimer une brochure intitulé Narré de la procédure à l'occasion de la demande en nullité du mariage de Napoléon Bonaparte et de Joséphine Tascher de La Pagerie. Il mourut le 16 juillet 1841, âgé de 83 ans et demi.
- 1804-1806 : Antoine Ducasse, né à Bayonne le 10 mai 1756, assuma l'intérim à partir du 27 juillet 1803 et fut nommé curé par acte archiépiscopal du 11 mai 1804 (21 floréal an XII) Sa dernière signature est du 22 mars 1806. Il fut nommé à la cure du Bourget le 2 avril 1806 dont il ne prit pas possession. Il présente son successeur le 29 avril à l'assemblée du conseil de fabrique de Bourg-la-Reine, date après laquelle se perd sa trace.
- 1806-1807 : Joseph-André Guiot (1739-1807), né à Rouen et mort à Bourg-la-Reine, bibliothécaire de l'abbaye Saint-Victor de Paris, prieur du prieuré Saint-Guenault de Corbeil, auteur de plusieurs ouvrages littéraires[8]. Il mourut subitement dans son presbytère, la nuit du 19 septembre 1807 et fut inhumé dans le cimetière paroissial. Il fut auparavant curé de Corbeil. Son acte de décès est signé par Gilbert-Jacques Martinant de Préneuf (1757-1827)[9], curé de l'église Saint-Jean-Baptiste de Sceaux, en l'absence du curé de Bourg-la-Reine malade. Sauvage, curé de l'église Saint-Saturnin d'Antony, Ducastin, ancien chanoine de Saint-Victor, Michot, curé d'église Saint-Étienne d'Issy-les-Moulineaux, Le Noble, desservant de l'église Saint-Germain-l'Auxerrois de Châtenay-Malabry, Le Valloin, desservant de l'église Saint-Rémy de Vanves, Barraud, curé de l'église Saint-Louis-et-Saint-Nicolas de Choisy, Hersecap, desservant de l'église Sainte-Colombe de Chevilly, Navaille, curé de l'église Saint-Léonard de L'Haÿ, Detruissart, curé de l'église Saint-Saturnin de Gentilly, Dunepar, curé de l'église Notre-Dame de Vaugirard, Devalois, curé de l'église Saint-Philippe-et-Saint-Jacques de Châtillon, Fayard, desservant de l'église Notre-Dame de Rungis, Lavallée, curé de l'église Saint-Jacques-le-Majeur de Montrouge, Lacrole, desservant l'église Saint-Pierre-Saint-Paul de Clamart, Rudemare, promoteur de l'archevêché, ancien curé de Bourg-l'Égalité; Lavisé, maire de Bourg-l'Égalité, et Auboin son adjoint.
- 1807-1815 : Nicolas Blanchard, nommé pour la seconde fois à la cure de Bourg-l'Égalité, qui ne retrouve son vrai nom que le 7 octobre 1812, par Mgr Jean-Baptiste de Belloy (1709-1808), archevêque de Paris le 15 mai 1802, sa première signature sur les registres est au 27 août et sa dernière le 2 novembre suivant. Il dessert également Châtillon et revient donc en 1807 après avoir occupé celle de Châtillon jusqu'au 27 juillet 1805 et celle de Courances à partir du 6 novembre 1805. Durant la Révolution, il était curé de Saint-Ouen, prêta le serment constitutionnel, puis se rétracta plus tard. Il meurt âgé d'environ 75 ans le 26 juin 1815 et fut inhumé le 28. Il avait démissionné deux mois avant de mourir et fut remplacé par Rolland, curé de l'église Sainte-Marie-Madeleine du Plessis-Picquet et l'abbé Filastre, curé de l'église Saint-Hermeland de Bagneux.
- 1815-1817 : Jean-Baptiste Marc Mireur, ancien curé de Clichy, prit possession de sa nouvelle cure le 15 octobre 1815. Jean-Baptiste-Marc Mireur, quitte la cure le 15 octobre 1815 pour l'église Saint-Gilles de Bourg-la-Reine où il est nommé. Il y mourut le 26 octobre 1817. Prêtre du diocèse de Digne, né le 25 avril 1751 en l'ancienne ville épiscopale de Riez (Basses-Alpes), fut auparavant curé de l'église Saint-Martin de Palaiseau. En 1801, il avait rouvert la chapelle de l'abbaye-aux-Bois et l'avait restaurée à ses frais et s'attendait à y être nommé curé. Ses prédications d'alors ne furent pas sans quelques retentissement, mais leur caractère politique ne fut pas universellement goûté. Là sans doute, faut il chercher la cause de sa déception. On reconnut pourtant son mérite et on lui donna l'importante cure de l'église Saint-Ambroise de Paris où il fut installé officiellement le 20 novembre 1802, bien qu'il eût commencé depuis le 13 juin précédent. Le 11 septembre 1804, il était autorisé à permuter avec le curé de l'église Saint-Médard de Clichy, ce qui n'était pas une promotion puisque cette paroisse était la paroisse la plus misérable du diocèse. En 1814, lors de l'invasion, Clichy fut occupé et pillé par les troupes alliées. En 1816, il reçut à titre de dédommagement de l'invasion étrangère la somme de 150 francs. À Saint-Ambroise, il eut pour vicaire l'ancien vicaire constitutionnel de Bourg-la-Reine, Bernard Coste[10].
- 1817-1819 : Jean-François Suet, dit Latour, nommé par le chapitre de Notre-Dame de Paris le 9 novembre 1817, il signe pour la dernière fois un registre paroissial le 21 février 1819. Né au Mans, tonsuré à huit ans, mais dit-il sans goût pour la carrière ecclésiastique, il s'engage à 16 ans dans le régiment du Boulonnois. Au bout de deux ans et sur l'insistance de ses parents qui le pousse à devenir prêtre, il rentre et passe cinq ans à l'université d'Angers, puis entre au grand séminaire. Sous-diacre en 1786, diacre l'année suivante, prêtre en 1789, il passe trois mois à Angers, huit à Paris et revient au Mans comme vicaire en 1790. Il prête le serment constitutionnel en 1791, et devient grand-vicaire de l'évêque constitutionnel: Jacques-Guillaume-René-François Prudhomme (1728-1812). Puis il apostasie, reprend du service dans l'armée de 1792 à 1803, se lance dans le commerce, demande au cardinal Giovanni Battista Caprara (1733-1810), légat a latere du Saint-Siège auprès du gouvernement français, sa sécularisation complète, et la permission de se marier, ce que le légat refuse. Par l'intermédiaire de Jean-Étienne-Marie Portalis (1746-1807), ministre des Cultes, il renouvelle sa demande le 17 avril 1806 et un refus définitif lui est signifié le 9 juillet suivant. On perd sa trace pendant onze années, puis en 1817 il était retourné à la religion et du 5 août au 22 octobre, remplit la fonction d'auxiliaire de M. Peugnet, curé d'Issy.
- 1819-1820 : Jean-Baptiste Blancheville, prend possession le 18 juillet 1819, et signa pour la dernière fois le 24 avril 1820, il démissionna en mai 1820. Il fut curé de Vauxvilliers en Haute-Saône, prêta serment, puis se rétracta. En 1798 il exerçait son ministère dans le quartier Saint-Antoine. Le 18 messidor an VI, le Conseil des Cinq-Cents a voté pour une durée d'un mois l'autorisation à la police d'effectuer des visites domiciliaires, il est arrêté ainsi que cinq autres prêtres et conduit à la prison de la Force, considéré comme infirme et ne pouvant être déporté, il fut transféré à la maison de la Franciade à Saint-Denis le 19 juin 1799 ou (1er messidor an VII), et en sortit le 19 décembre 1800 ou (28 frimaire an IX). Il reprit son service à l'oratoire des Quinze-Vingts, puis devint prêtre-trésorier à l'église Sainte-Marguerite de Paris, puis premier vicaire de cette même paroisse de 1814, à juillet 1819.
- 1820-1822 : Jean Combescure, ancien religieux de Saint-François, et ancien curé de Salas au diocèse de Montpellier. Il reçut des pouvoirs ordinaires pour l'église Saint-Pierre de Chaillot. Il fut rapidement nommé curé de Bourg-la-Reine, le 5 juin 1820 et prit possession le 11. L'archevêque de Paris monseigneur Hyacinthe-Louis de Quélen lui signifia le 7 octobre 1822 que ses pouvoirs dans le diocèse lui serait retirés le 4 novembre prochain. Il avait un caractère aigri, et était en conflit permanent avec le maire Nicolas Galois, dont les registres portent la trace. La dernière signature est du 28 octobre 1822. Il retourna à Chaillot comme prêtre habitué, sollicita les pouvoirs en 1834 et 1836. Il fit en 1840 une demande pour une place de chapelain aux Invalides ou à Saint-Denis[11], et reçut finalement une petite pension jusqu'à sa mort le 5 mai 1842, à l'âge de 74 ans et demi, il était alors attaché au clergé de l'église Saint-Germain-l'Auxerrois.
- 1823-1827 : Jean-Baptiste Cornu. Il desservait depuis le 4 novembre 1822, la paroisse de Bourg-la-Reine, avec la charge du binage de l'Haÿ dont il était curé, Confirmé dans la charge de curé de Saint-Gilles, le 28 avril 1823, il faisait alors office d'aumônier à l'Asile royal de la Providence de Montmartre depuis le 27 août 1821 après avoir été prêtre administrateur des sacrements à l'église Notre-Dame-de-Bonne-Nouvelle de Paris en 1818. Il restera curé de Bourg-la-Reine jusqu'au 4 octobre 1827 ayant été appelé depuis le 10 septembre 1827 à la cure de l'église Puteaux. Il est ensuite affecté aumônier de l’hôpital de Lourcine. Il fit partie à la fin de sa vie du clergé de église Saint-Roch de Paris en 1838, et mourut âgé de 93 ans.
- 1827-1827 : Intérim assuré en octobre par l'abbé Mabire curé de Saint-Jean-Baptiste de Sceaux, et son vicaire l'abbé Ottin.
- 1827-1830 : Jean-Baptiste Chossotte. Né à Sully, dans le département du Loiret, le 28 octobre 1794, élève de Saint-Sulpice, ordonné prêtre le 5 septembre 1819, désigné le 7 mai 1821 comme vicaire de Saint-Valère, nommé premier vicaire à l'église Saint-Louis-en-l'Île, le 4 juin 1821, deuxième vicaire de l'église Notre-Dame-de-Bonne-Nouvelle de Paris, le 19 août 1822, et administrateur des sacrements à l'église Saint-Roch, la même année, troisième vicaire de cette paroisse en 1823 il est nommé, curé de l'église Saint-Gilles de Bourg-la-reine le 15 octobre 1827. Ce nouveau curé rentre également en conflit après les élections de 1827 avec le maire Nicolas Galois dans un contexte national de tension croissante entre les libéraux et le clergé, et le 25 mars 1929, le registre des arrêtés du maire rapporte un incident survenu entre le maire et le curé. C'est dans son appartement parisien qu'il occupe au 16, rue Jean-de-Beauvais que Nicolas Gabriel Galois se suicide par asphyxie le 2 juillet 1829, âgé de 53 ans. Acte provoqué par une cabale politique montée par le curé, qui a rédigé des pamphlets et lancé des calomnies contre lui, avec la complicité d'un adjoint visant à prendre la place du maire. Son fils, Évariste Galois conduit le cercueil de son père conduit à bras d'hommes jusqu'au cimetière de Bourg-la-Reine dont la tombe est offerte par la municipalité. Des incidents vont éclater devant l'église où le curé est insulté et molesté[12],[13]. L'abbé Lieutier ne mentionne pas cet épisode, se contentant de dire que c'est la Révolution à cette époque qui l'obligea à quitter son poste car son zèle avait déplu à quelques habitants. Jean-Baptiste Chossotte fut nommé à la cure de l'église de Saint-Mandé le 20 juin 1831. Chanoine honoraire d’Évreux, il mourut dans sa cure le 28 mars 1865, âgé 70 ans, et 6 mois.
- 1830 : de juillet 1830 à février 1831, l'intérim fut assuré par l'abbé Paulet-Tournemire, vicaire de l'église Saint-Jean-Baptiste de Sceaux, puis par l'abbé Torracinta curé de Saint-Hermeland de Bagneux.
- 1831 : Pierre Paul Castelli, fut nommé à la cure le 3 février 1831 et signe pour la dernière fois le 13 août 1831, né à Olmeto en Corse, le 19 octobre 1795, il est ordonné prêtre le 17 mars 1821 et devient en 1825, aumônier du 62e régiment d'infanterie de ligne. Il reçut les pouvoirs en mai 1830 et fut fait chapelain des religieuses du Sacré-Cœur en janvier 1831. Après son court passage à Bourg-la-Reine il partit le 11 décembre 1833 pour la Guadeloupe, et fut nommé à la cure de La Trinité. Le gouvernement de Louis-Philippe obtint du pape Grégoire XVI qu'il fut nommé préfet apostolique à Fort-Royal (Fort-de-France), le 17 septembre 1834. De retour en France pour quelques mois (1837-1838), il y fut fait Chevalier de la Légion d'honneur, et reprit son ministère à la Martinique  le 15 juillet 1838. Tomber malade il rentre en métropole le juin 1839 et repart en décembre 1840. Mais le 23 août 1841 de plus en plus malade, il retourne en France et publia plusieurs ouvrages et opuscules sur l'organisation coloniale. Le 23 mai 1848 il fut renommé préfet apostolique, fonction qu'on avait du lui retirer pour cause de maladie. De retour à Fort-de-France, le 13 août 1848, il fut révoqué le 14 juillet 1849, et de retour en France en septembre. La préfecture de Martinique, fut érigée en diocèse le 27 octobre 1850. La dernière trace de l'abbé Castelli selon l'abbé Paul Lieutier, date du 3 juin 1850, lors de sa visite qu'il fit à l'image miraculeuse de la Vierge de Rimini, il était alors chanoine honoraire d'Ajaccio. Il fut pourtant de l'aventure française au Mexique et produit à Puebla en 1864 un ouvrage intitulé L'armée française au Mexique, et l'empereur Maximilien Ier, il est alors membre de l'Institut d'Afrique.

## Curés depuis 1831

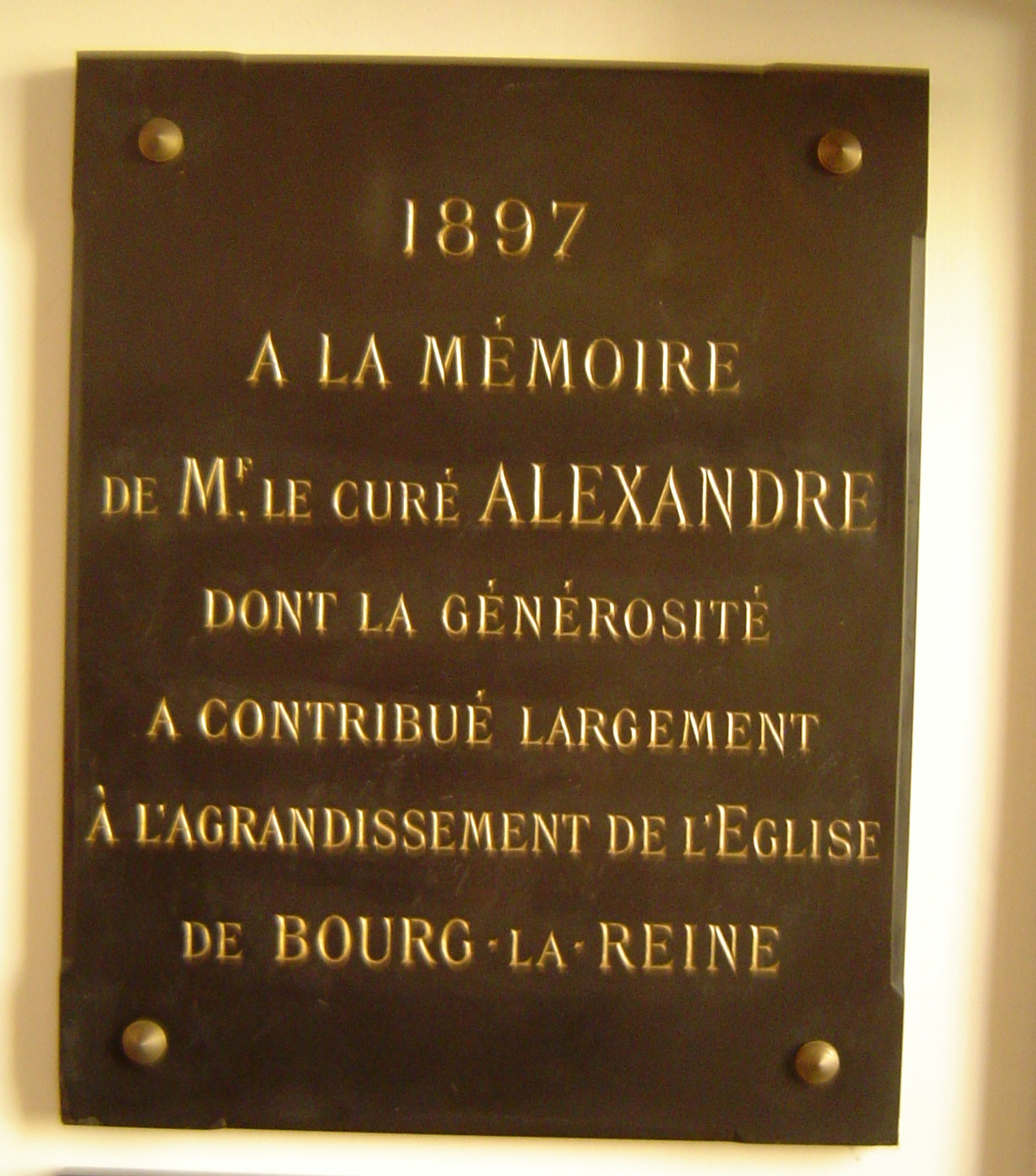
Plaque à la mémoire du curé Charles Alexandre.

Dix-huit prêtres se sont succédé à la tête de la paroisse de Bourg-la-Reine depuis la création de la seconde église.
- 1831-1845 : Joseph Duverdier (1799-1885). Né au diocèse de Metz le 16 juin 1799, il fut ordonné prêtre le 17 septembre 1825, nommé vicaire de l'église Saint-Pierre-Saint-Paul d'Ivry-sur-Seine. Il fut nommé curé de Bourg-la-Reine le 8 août 1831, il ferme l'ancienne église le 21 février 1833 et inaugure la nouvelle le Jeudi-Saint 23 mars 1837 et signe pour la dernière fois aux registres le 11 juin 1845. Après cette date il fut nommé aumônier de l'hôpital Cochin le 20 mai 1845. Le 10 décembre 1856, il  est nommé aumônier de l'hôpital Beaujon[14], et le 2 mars 1860, il est prêtre habitué à l'église Saint-Denys-du-Saint-Sacrement.
- 1845-1860 : Étienne L'Hôtelain ; né à Paris en 1803, il fut ordonné en 1832, et nommé prêtre administrateur à église Notre-Dame-des-Victoires, en 1834, puis en 1937 à l'église Saint-Germain-l'Auxerrois de Paris, avant d'être nommé à la cure de l'église de Châtenay-Malabry, le 13 juillet 1842, puis curé de Bourg-la-Reine le 20 mai 1845 dont il prit possession le 5 juin. En janvier 1860 il fut nommé aumônier de l'hôpital Beaujon. et mourut quatre mois après le 14 mai 1860, âgé de 57 ans. Ce fut lui qui appela en 1858 les sœurs de Saint-Vincent-de-Paul à venir s'installer à Bourg-la-Reine. Il fut le premier habitant de l'actuel presbytère et il acheva l'installation et la décoration de la nouvelle église principalement grâce aux legs d'une paroissienne[réf. nécessaire].
- 1860-1878 : Alphonse Martin Larue, fut nommé par le cardinal François Nicolas Madeleine Morlot le 26 janvier 1860, à la cure. Né à Paris, le 15 mars 1825, ordonné en 1849, vicaire à l' église Saint-Séverin de Paris la même année, puis en l'église Saint-Sulpice de Paris, en 1850, et 4 novembre 1857 troisième vicaire de l'église Sainte-Clotilde. Nommé à Bourg-la-Reine le 1er février 1860. Il fut témoin de la guerre de 1870, il dut fuir la commune et rejoindre Paris pour revenir en mars 1871. En août 1878 il quitta la paroisse pour rejoindre  celle de l'église Notre-Dame de Bercy, et fut nommé évêque de Langres le 17 juin 1884, préconisé le 13 novembre et sacré à église Saint-Louis-des-Français de Rome le 21 décembre 1884. Il démissionna le 14 décembre 1889, et mourut à Paris le 1er mai 1903. Le vicariat fut rétabli sous son ministère à Bourg-la-Reine. A. de Marsy fut le premier titulaire, il signe sur les registres à la date du 2 février 1864 pour la première fois et la dernière le 12 octobre 1868. Il mourut second vicaire de l'église Saint-Jean-Saint-François, le 24 mai 1888 ; A. Liégeois fut vicaire du 7 février 1869 au 2 octobre 1870, et il était, en 1913, curé de l'église Saint-Germain-l'Auxerrois de Châtenay-Malabry ; Gratien-Édouard Claverie, vicaire du 18 août 1872 au 22 avril 1874 ; Spiess, du 17 mai 1874 au 13 décembre 1876, prêtre du diocèse de Bâle, mort à l'âge de 47 ans le 2 mars 1888, vicaire de l'église Saint-Justin de Levallois-Perret ; Ferdinand, vicaire du 21 janvier 1877 au 6 janvier 1880, mort le 19 octobre 1912, curé de la basilique Saint-Denis.
- 1878-1889 : Jean Pradère, né en 1826, à Arguenos dans le département de la Haute-Garonne, études au séminaire Saint-Sulpice ordonné prêtre en 1854, fut nommé professeur de philosophie au petit séminaire de l'Esquille. En 1870, il est présenté à l'archevêque de Paris, Georges Darboy (1813-1870), qui le nomme vicaire à l'église Saint-Ferdinand-des-Ternes, puis premier aumônier du couvent des Oiseaux, et Mgr Joseph Hippolyte Guibert (1802-1886) qui le fait curé de Bourg-la-Reine dont il prend possession le 25 août 1878. En 1889, il devient curé  de l'église Notre-Dame de Bercy. Il eut pour vicaires : Ferdinand, puis Chaumette du 14 mars 1880 à 26 septembre 1880 ; Jérôme, du 24 octobre 1880 au 9 janvier 1881 ; A. Destarac du 19 mars 1881 au 1er juillet 1883 ; H. Franquety du 7 octobre 1883 au 7 mars 1887 ; J. Luret, du 3 avril 1887 au 13 décembre 1890. À cette dernière date, le père Luret devient exclusivement aumônier du couvent des religieuses Notre-Dame du Calvaire, établies dans la paroisse depuis 1861, dont l'aumônerie était desservie par le vicaire.
- 1889-1896 : Charles-François Marie Alexandre (1827-1896) prend possession le 7 octobre 1889. Il a largement contribué à l'agrandissement de l'église. Il est mort le 2 juillet 1896 et fut inhumé dans le cimetière de la commune. Il était né à Francheville (Orne) le 28 janvier 1827, prêtre le 2 juin 1855 au diocèse de Séez, vicaire à Nocé, le lendemain de son ordination, puis à Écouché le 1er janvier 1858, curé du Champ-de-la-Pierre du 1er juillet 1862 au 24 octobre 1864, de Fresnay-le-Samson le 30 juillet 1865, et de Notre-Dame de Planches du 15 décembre 1867 au 14 août 1869, il s'établit quelque temps à Boulogne-sur-Seine, fut vicaire à l'église Saint-Jean-Saint-François en 1872, à la Trinité en 1874, et curé de l'église Saint-Saturnin d'Antony le 2 avril 1882, et fut transféré à Bourg-la-Reine. Après Luret, son seul vicaire sera A. Vexenal du 14 février 1892 au 17 octobre 1897.
- 1896-1896 : Albert Louis Cotreau, né à Versailles le 12 novembre 1843, ordonné prêtre en 1867, élève à l'école des Carmes, second vicaire de l'église Saint-Éloi de Paris en 1879, puis en l'église Saint-Joseph-des-Carmes, en 1883, et premier vicaire de l'église Saint-Germain de Charonne en avril 1886 fut nommé à Bourg-la-Reine en juillet 1896, il prit possession le 3 août et mourut cinq semaines plus tard le 8 septembre 1896.
- 1896-1902 : Auguste-Marie Mailles, né en 1842, prêtre en 1867, vicaire à  église Saint-Ferdinand des Ternes en 1876, à église Notre-Dame-de-Bonne-Nouvelle en décembre 1879, second vicaire en septembre 1889 puis premier de cette paroisse en juin 1894, prit possession de Bourg-la-Reine le 11 octobre 1896. Il devint curé de l'église Saint-Gervais-Saint-Protais de Paris le 16 avril 1902, démissionna de cette cure en avril 1907. Chanoine honoraire de Paris, il se retira dans les Hautes-Pyrénées. Après Vexenat, il eut pour vicaires F. Juvet du 6 novembre 1897 au 10 juin 1900 ; Morand du 15 juillet 1900 au 24 février 1901, date de décès de ce prêtre ; Ch. Roux du 7 avril 1901 au 13 septembre 1903.

### XXesiècle
Au XXe siècle, huit curés se sont succédé.
- 1902-1924 : Firmin Joseph Lapeyrade, né le 5 février 1847, prêtre du diocèse de Tarbes, le 10 juillet 1871, vicaire de église Saint-Jean-Baptiste de Belleville le 1er novembre 1877, vicaire à l'église Notre-Dame-des-Champs, le 1er janvier 1883, et responsable de l'école éponyme, vicaire en l'église Saint-Étienne-du-Mont le 22 septembre 1887, second-vicaire le 1er mars 1892, puis premier vicaire le 31 décembre 1896 en l'église Saint-Nicolas-du-Chardonnet, nommé curé de Bourg-la-Reine en avril 1902 il prit possession le 21 du même mois. Auteur du sceau paroissial[15], il eut pour vicaire après Ch. Roux, A. Buron en octobre 1903, puis la paroisse se développant il eut un second vicaire à partir de 1908 en la personne de l'abbé Paul Lieutier (1885-vers 1958), écrivain, vicaire de Bourg-la-Reine, de 1908 à 1911, auteur d'une monographie sur sa paroisse en 1913 ; puis de J. Moisseron le 8 juillet 1911.
- 1924-1929 : Paulin Osty.
- 1929-1942 : Paul Avenel, curé en l'église de Bourg-la-Reine, il célébra un service religieux pour le repos de l'âme de l'abbé Paulin, Asty, curé de Saint-Jacques-du-Haut-Pas. L'absoute a été donnée en présence de la famille du défunt, de ses anciens collaborateurs et de ses amis, par l'abbé Paul Avenel. Il fut précédemment second vicaire de l'église Saint-François-de-Sales de Paris.
- 1942-1959 : Joseph Tournadre. Vicaire : Angelo Giangiobbe (1923-1993), prête d'origine italienne, résistant, ordonné en 1951, chargé du patronage et des colonies de vacances, mort en 1993 et inhumé dans la chapelle des Douze Apôtres au cimetière du Montparnasse à Paris.
- 1959-1977 : René Jeanjacquot (1909-1979), curé. Vicaire dans le début des années 1960, jusqu'en 1967 : Pierre Augereau (1918-2000), aumônier de l'Institut Vallet à Bourg-la-Reine. Il est nommé à la cure de l'église Saint-Stanislas des Blagis en 1968 et obtient de l'architecte encore vivant l'autorisation de faire les travaux de modernisation, dont les vitraux. Il fut ensuite nommé à l'église Saint-Jacques-le-Majeur de Montrouge où il réalise également des travaux de modernisation[réf. nécessaire]. Ses obsèques eurent lieu le 25 mai 2000 à l'église de Montrouge et il fut inhumé dans la chapelle des Douze Apôtres au cimetière du Montparnasse à Paris.
- 1977-1986 : Pierre Rançon (1916-1996). Il fait modifier l'éclairage de l’église par l’installation du vitrail central du chœur et des vitraux des bas-côtés à partir des cartons de Claude Gagnard, réalisés par le maître-verrier Léon Blanchet (1927). Sous son pastorat est également placée la croix près de l’autel dont la maquette est de Claude Gagnard, réalisée par les ateliers de ferronnerie Bataillard. C'est également grâce à la municipalité et à Pierre Rançon que l'on procède à l’inauguration de l’orgue en 1980. En 1985 est inaugurée la cloche Emmanuel.
- 1986-1993 : Pierre Vernon, avec l'aide la municipalité, renouvelle le sol de l’église et remodèle le chœur. L’ambon et le panneau en bois doré placés au fond de l’abside sont de l'artiste suisse Madeline Diener (1930-2000). Les cloches Gilles et Leu sont installées en 1995[16].

### XXIesiècle
Au XXIe siècle, quatre curés se sont succédé.
- Yvon Aybram, de 1993 à août 2002.

- Christophe Witko, de septembre 2002 à août 2011.

Né en 1963 en Pologne, il est ordonné prêtre dans son diocèse natal en 1987, licencié en théologie en 1987, vicaire en Pologne de 1987 à 1988, docteur en théologie à Paris en 1995. Il exerce son ministère pendant quatre ans en Ukraine (1995-1999). Incardiné dans le diocèse de Nanterre par Mgr Gérard Daucourt, il est vicaire à Saint-Cloud avant d'être nommé à Bourg-la-Reine en 2002 avec la charge également de l'église Saint-François-d'Assise d'Antony en 2005..
- Hugues Morel d'Arleux, de septembre 2011 à août 2017.

Hugues Morel d'Arleux, est séminariste au séminaire Saint-Sulpice d'Issy-les-Moulineaux, ordonné diacre en 2003 et prêtre le 19 juin 2004 par Mgr Gérard Daucourt. Il est vicaire à Rueil-Malmaison (2004-2010), puis à Châtenay-Malabry (2010-2011).
À Bourg-la-Reine, il a pour vicaire :
- René Mars (1925-2019), arrivé dans la paroisse en 2000, entré en 2016 à la maison de retraite du clergé jusqu'à sa mort ;
- Côme de Jenlis, séminariste à Saint-Sulpice d'Issy-les-Moulineaux, en paroisse à Asnières-sur-Seine, puis un an à Hong Kong dans le cadre de la coopération avec le soutien des Missions étrangères de Paris, puis retour à Issy-les-Moulineaux pour terminer ses études avec un passage à Courbevoie et à Bourg-la-Reine, ordonné prêtre le 24 juin 2017 ;
- Lucien Robin (né en 1932) ordonné prêtre en 1961, effectue des missions en Île-de-France et un séjour d'un an à Jérusalem, chargé du foyer des résidentes polyhandicapées sourdes-muettes ;
- Alfred Rutagengwa (né en 1971), prêtre du Rwanda, en formation en France

- Alain Lotodé, depuis septembre 2017

Né en 1964 à Paris, il étudie au séminaire des Carmes de 1989 à 1995. Il est ordonné diacre en 1993 et prêtre en 1994, aumônier de l'AEP de Neuilly, puis curé de la paroisse Saint-Adrien de Courbevoi, de la paroisse de l'Immaculée-Conception de Boulogne-Billancourt, puis à Puteaux, vicaire épiscopal pour les maisons d'Église, vicaire général avec Mgr Gérard Daucourt, évêque de Nanterre.
À Bourg-la-Reine, il a pour vicaire 
- Xavier de Antonio, nommé le 1er septembre 2016, qui remplit les mêmes fonctions à l'église Saint-François-d'Assise d'Antony. Né à Paris en 1956, il entre en 1982 à l'Oratoire de Jésus, une société de prêtres séculiers fondée à Paris en 1611 par le cardinal Pierre de Bérulle. Ordonné prêtre en 1994 à l'église Saint-Eustache de Paris, il est envoyé en mission à Juan-les-Pins, Mérignac, Lyon et Boulogne-Billancourt avant d'être nommé vicaire à Bourg-la-Reine et Antony ;
- X. Jeanvergonjeanne, né en 1930 à Châtillon, prêtre en situation de retraite chargé des catéchismes. Séminariste en 1954, il est ordonné en 1960, et officie principalement en Île-de-France, mais fait une mission de trois ans en Guadeloupe et six ans à Haïti, réside à Bourg-la-Reine depuis 2004.

## Pour approfondir